# Vox (revista satírica nazi)
Vox va ser una revista satírica il·lustrada editada entre 1933 i 1945 pel servei de propaganda d'⁣Alemanya nazi. Es va publicar en diversos idiomes, com ara l'espanyol, l'alemany i el croat. En aquesta revista va participar l'il·lustrador alemany Emmerich Huber (1903-1979).
La revista pretenia difondre, en to desenfadat, propaganda de l'Alemanya nazi per rentar la seva imatge i atacar els enemics de Hitler (el comunisme, Stalin, els jueus, Estats Units, Roosevelt, Gran Bretanya, Winston Churchill, etc.). Les seves pàgines interiors eren escrites en diversos idiomes, de manera simultània. L'edició anava a càrrec del Ministeri d'Afers Estrangers de l'Alemanya nazi, que va tenir com un dels seus màxims exponents a Joachim von Ribbentrop, condemnat a mort en els judicis de Nuremberg.
A Espanya s'ha difós que el nom del partit polític Vox té l'origen en aquesta publicació, però no se n'han trobat proves fermes.